# Église paroissiale de Mikkeli
L'église paroissiale de Mikkeli (en finnois : Mikkelin pitäjänkirkko), jusqu'en 2013 église paroissiale rurale de Mikkeli (finnois : Mikkelin maaseurakunnan kirkko), est située à Mikkeli en Finlande.

## Description
L'église en bois conçue par l'architecte Charles Bassi est inaugurée en 1817. Elle remplace alors l'église rurale conçue par August Sorsa en 1754 et détruite par la foudre en 1806.
Le retable est une copie réalisée par Amélie Lundahl du tableau de Pierre Paul Prud'hon représentant la Crucifixion,.
La direction des musées de Finlande a classé l'église et son paysage culturel dans les sites culturels construits d'intérêt national.